# Дарко Лемаїч
Дарко Лемаїч (серб. Дарко Лемајић / Darko Lemajić, нар. 20 серпня 1993, Белград) — сербський футболіст, нападник латвійського клубу РФШ.

## Ігрова кар'єра
Народився 20 серпня 1993 року в місті Белград. Вихованець футбольної школи клубу «Інджія». Дорослу футбольну кар'єру розпочав 2010 року в основній команді того ж клубу, в якій провів чотири сезони, взявши участь у 82 матчах чемпіонату.  Більшість часу, проведеного у складі «Інджії», був основним гравцем атакувальної ланки команди.
Згодом протягом 2015–2016 років грав за «Напредак» (Крушевац), після чого ще на півтора сезону повертався до «Інджії».
У липні 2017 року на правах вільного агента приєднався до латвійської «Риги». Наступного року зробив у складі команди «золотий дубль», вигравши чемпіонат і Кубок Латвії. При цьому з 15-ма забитими голами став найкращим бомбардиром першості країни. По ходу наступного сезону, влітку 2019 року, перейшов до іншої ризької команди РФШ. На той момент мав в активі 5 забитих голів у чемпіонаті, до завершення сезону ще 10 разів відзначився голами в іграх першості за нову команду, таким чином повторив свій голеадорський здобуток попереднього сезону і удруге поспіль вийшов переможцем у суперечці бомбардирів чемпіонату Латвії.
У серпні 2021 року за 900 тисяч євро перейшов до бельгійського «Гента».

## Титули і досягнення

### Командні
- Чемпіон Латвії (3):

«Рига»: 2018
«РФШ»: 2023, 2024
- Володар Кубка Латвії (3):

«Рига»: 2018
РФШ: 2019, 2024
- Володар Кубка Бельгії (1):

«Гент»: 2021–22
- Володар Суперкубка Латвії (1):

РФШ: 2025

### Особисті
- Найкращий бомбардир Латвійської футбольної Вищої ліги (2):

2018 (15 голів), 2019 (15 голів)